# Tuffi ai XVII Giochi panamericani - Piattaforma 10 metri maschile
Il concorso dei tuffi dalla piattaforma 10 metri maschile dei XVII Giochi panamericani si è svolto il 10 e 11 luglio 2015 presso il CIBC Pan Am/Parapan Am Aquatics Centre and Field House di Toronto in Canada.

## Programma
| Data           | Ora   | Evento      |
| -------------- | ----- | ----------- |
| 10 luglio 2015 | 14:00 | Preliminare |
| 11 luglio 2015 | 20:00 | Finale      |

## Risultati
In verde sono contraddistinti i finalisti.
| Class   | Atleta                    | Natione         | Preliminare | Preliminare | Finale | Finale |
| Class   | Atleta                    | Natione         | Punti       | Class       | Punti  | Class  |
| ------- | ------------------------- | --------------- | ----------- | ----------- | ------ | ------ |
| Oro     | Iván García               | Messico         | 437.55      | 2           | 521.70 | 1      |
| Argento | Víctor Ortega             | Colombia        | 420.00      | 6           | 455.15 | 2      |
| Bronzo  | José Ruvalcaba            | Messico         | 428.65      | 4           | 437.35 | 3      |
| 4       | Jeinkler Aguirre          | Cuba            | 346.80      | 12          | 419.60 | 4      |
| 5       | Vincent Riendeau          | Canada          | 430.75      | 3           | 419.35 | 5      |
| 6       | Sebastián Villa Castañeda | Colombia        | 442.85      | 1           | 393.45 | 6      |
| 7       | Maxim Bouchard            | Canada          | 425.15      | 5           | 374.00 | 7      |
| 8       | Hugo Parisi               | Brasile         | 415.30      | 7           | 364.50 | 8      |
| 9       | Zachary Cooper            | Stati Uniti     | 404.40      | 8           | 355.35 | 9      |
| 10      | Ryan Hawkins              | Stati Uniti     | 380.90      | 9           | 351.15 | 10     |
| 11      | Robert Páez               | Venezuela       | 348.05      | 11          | 348.25 | 11     |
| 12      | Rafael Quintero           | Porto Rico      | 378.65      | 10          | 328.80 | 12     |
| 13      | Jackson Rondinelli        | Brasile         | 296.80      | 13          | N.D.   | N.D.   |
| 14      | Jonatan Posligua          | Ecuador         | 242.90      | 14          | N.D.   | N.D.   |
| 15      | Frandiel Gómez            | Rep. Dominicana | 234.15      | 15          | N.D.   | N.D.   |

### Dettaglio risultati

#### Preliminare
| Class | Tuffatore                 | Natione         | Preliminare | Preliminare | Preliminare    | Preliminare | Preliminare    | Preliminare | Preliminare     | Preliminare | Preliminare    | Preliminare | Preliminare | Preliminare |
| Class | Tuffatore                 | Natione         | Tuffo 1     | Class       | Tuffo 2        | Class       | Tuffo 3        | Class       | Tuffo 4         | Class       | Tuffo 5        | Class       | Tuffo 6     | Totale      |
| ----- | ------------------------- | --------------- | ----------- | ----------- | -------------- | ----------- | -------------- | ----------- | --------------- | ----------- | -------------- | ----------- | ----------- | ----------- |
| 1     | Sebastián Villa Castañeda | Colombia        | 85.75       | 1           | 152.35 (66.60) | 3           | 224.10 (71.75) | 4           | 285.15 (61.05)  | 4           | 354.45 (69.30) | 4           | 88.40       | 442.85      |
| 2     | Iván García               | Messico         | 84.15       | 2           | 176.65 (92.50) | 1           | 243.25 (66.60) | 1           | 314.65 (71.40)  | 1           | 384.35 (69.70) | 1           | 53.20       | 437.55      |
| 3     | Vincent Riendeau          | Canada          | 76.50       | 4           | 159.00 (82.50) | 2           | 224.60 (65.60) | 3           | 298.85 (74.25)  | 2           | 365.15 (66.30) | 2           | 65.60       | 430.75      |
| 4     | José Ruvalcaba            | Messico         | 75.20       | 5           | 147.35 (72.15) | 6           | 224.75 (77.40) | 2           | 284.25 (59.50)  | 6           | 352.65 (68.40) | 5           | 76.00       | 428.65      |
| 5     | Maxim Bouchard            | Canada          | 58.50       | 12          | 131.10 (72.60) | 10          | 206.30 (75.20) | 9           | 287.15 (80.85)  | 3           | 363.95 (76.80) | 3           | 61.20       | 425.15      |
| 6     | Víctor Ortega             | Colombia        | 72.00       | 7           | 138.00 (66.00) | 8           | 197.40 (59.40) | 10          | 269.40 (72.00)  | 8           | 348.60 (79.20) | 7           | 71.40       | 420.00      |
| 7     | Hugo Parisi               | Brasile         | 75.20       | 5           | 148.70 (73.50) | 4           | 221.30 (72.60) | 7           | 284.30 (63.00)  | 5           | 352.30 (68.00) | 6           | 63.00       | 415.30      |
| 8     | Zachary Cooper            | Stati Uniti     | 81.60       | 3           | 147.60 (66.00) | 5           | 223.20 (75.60) | 5           | 274.20 (51.00)  | 7           | 337.20 (63.00) | 8           | 67.20       | 404.40      |
| 9     | Ryan Hawkins              | Stati Uniti     | 61.50       | 10          | 143.10 (81.60) | 7           | 222.30 (79.20) | 6           | 259.70 (37.40)  | 10          | 298.10 (38.40) | 10          | 82.80       | 380.90      |
| 10    | Rafael Quintero           | Porto Rico      | 40.00       | 15          | 112.15 (72.15) | 13          | 174.55 (62.40) | 11          | 244.95 (70.40)  | 11          | 320.85 (75.90) | 9           | 57.80       | 378.65      |
| 11    | Robert Páez               | Venezuela       | 65.10       | 8           | 128.10 (63.00) | 12          | 156.90 (28.80) | 13          | 227.30 (70.40)  | 12          | 293.60 (66.30) | 11          | 54.45       | 348.05      |
| 12    | Jeinkler Aguirre          | Cuba            | 63.00       | 9           | 135.60 (72.60) | 9           | 212.40 (76.80) | 8           | 260.40 (48.00)  | 9           | 291.00 (30.60) | 12          | 55.80       | 346.80      |
| 13    | Jackson Rondinelli        | Brasile         | 60.00       | 11          | 130.40 (70.40) | 11          | 166.70 (36.30) | 12          | 205.10 (109.55) | 13          | 268.00 (62.90) | 13          | 28.80       | 296.80      |
| 14    | Jonatan Posligua          | Ecuador         | 52.50       | 14          | 93.10 (40.60)  | 15          | 119.70 (26.60) | 15          | 169.70 (50.00)  | 14          | 213.20 (43.50) | 14          | 29.70       | 242.90      |
| 15    | Frandiel Gómez            | Rep. Dominicana | 54.00       | 13          | 96.90 (42.90)  | 14          | 130.50 (33.60) | 14          | 130.50 (0.00)   | 15          | 171.75 (41.25) | 15          | 62.40       | 234.15      |

#### Finale
| Class   | Atleta                    | Nazione     | Finale  | Finale | Finale         | Finale | Finale         | Finale | Finale         | Finale | Finale         | Finale | Finale  | Finale |
| Class   | Atleta                    | Nazione     | Tuffo 1 | Class  | Tuffo 2        | Class  | Tuffo 3        | Class  | Tuffo 4        | Class  | Tuffo 5        | Class  | Tuffo 6 | Totale |
| ------- | ------------------------- | ----------- | ------- | ------ | -------------- | ------ | -------------- | ------ | -------------- | ------ | -------------- | ------ | ------- | ------ |
| Oro     | Iván García               | Messico     | 79.20   | 2      | 162.45 (83.25) | 1      | 247.05 (84.60) | 1      | 343.95 (96.90) | 1      | 436.20 (92.25) | 1      | 85.50   | 521.70 |
| Argento | Víctor Ortega             | Colombia    | 73.60   | 4      | 139.60 (66.00) | 4      | 215.50 (75.90) | 3      | 284.30 (68.80) | 4      | 368.45 (84.15) | 2      | 86.70   | 455.15 |
| Bronzo  | José Ruvalcaba            | Messico     | 73.60   | 4      | 134.65 (61.05) | 6      | 215.65 (81.00) | 2      | 287.05 (71.40) | 3      | 351.85 (64.80) | 3      | 85.50   | 437.35 |
| 4       | Jeinkler Aguirre          | Cuba        | 72.00   | 6      | 121.50 (49.50) | 9      | 185.50 (64.00) | 8      | 270.30 (84.80) | 6      | 333.20 (62.90) | 5      | 86.40   | 419.60 |
| 4       | Vincent Riendeau          | Canada      | 63.00   | 10     | 124.05 (61.05) | 8      | 200.85 (76.80) | 6      | 296.95 (95.70) | 2      | 344.15 (47.60) | 4      | 75.20   | 419.35 |
| 6       | Sebastián Villa Castañeda | Colombia    | 85.75   | 1}     | 119.95 (34.20) | 11     | 172.45 (52.50) | 10     | 239.05 (66.60) | 8      | 305.05 (66.00) | 7      | 88.40   | 393.45 |
| 7       | Maxim Bouchard            | Canada      | 76.50   | 3      | 127.65 (51.15) | 7      | 209.25 (81.60) | 4      | 220.80 (11.55) | 12     | 299.20 (78.40) | 8      | 74.80   | 374.00 |
| 8       | Hugo Parisi               | Brasile     | 48.00   | 12     | 120.00 (72.00) | 10     | 169.50 (49.50) | 12     | 241.50 (72.00) | 7      | 292.50 (51.00) | 9      | 72.00   | 364.50 |
| 9       | Zachary Cooper            | Stati Uniti | 67.20   | 9      | 134.85 (67.65) | 5      | 172.65 (37.80) | 9      | 223.65 (51.00) | 11     | 288.15 (64.50) | 10     | 67.20   | 355.35 |
| 10      | Ryan Hawkins              | Stati Uniti | 70.50   | 7      | 142.50 (72.00) | 2      | 190.35 (47.85) | 7      | 237.95 (47.60) | 9      | 268.35 (30.40) | 12     | 82.80   | 351.15 |
| 11      | Robert Páez               | Venezuela   | 68.20   | 8      | 140.20 (72.00) | 3      | 207.40 (67.20) | 5      | 277.80 (70.40) | 5      | 316.90 (39.10) | 6      | 31.35   | 348.25 |
| 12      | Rafael Quintero           | Porto Rico  | 62.40   | 11     | 106.80 (44.40) | 12     | 172.40 (65.60) | 11     | 230.00 (57.60) | 10     | 279.50 (49.50) | 11     | 49.30   | 328.80 |